# Поповка (Быховский район)
Попо́вка (бел. Папоўка) — посёлок в составе Краснослободского сельсовета Быховского района Могилёвской области Республики Беларусь.

## Население
- 2010 год — 1 человек